# شكر أب (غرمي)
شكر أب (بالإنجليزية: Shakar Ab, Ardabil)‏ (الفارسية: شكراب، أيضًا بالحروف اللاتينية باسم Shakar Āb) [بحاجة لمصدر] هي قرية في منطقة Ojarud-e Shomali الريفية، في المنطقة الوسطى من مقاطعة غرمي ، مقاطعة أردبيل ، إيران. في تعداد عام 2006 ، بلغ عدد سكانها 394 ، في 74 أسرة. 